# Kanzel (Wiefelsdorf)

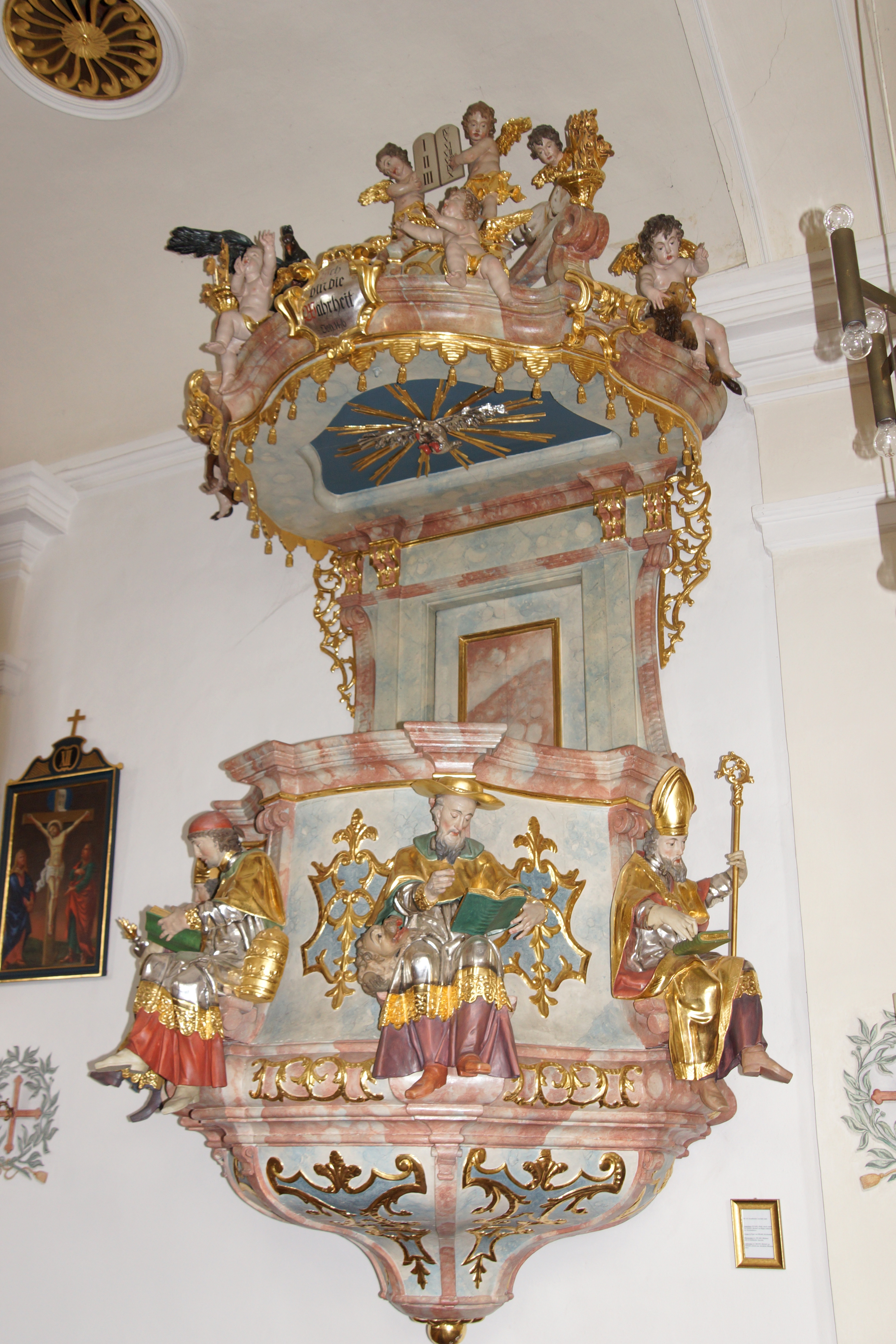
Kanzel in Wiefelsdorf

Die Kanzel in der katholischen Pfarrkirche St. Peter und Paul in Wiefelsdorf, einem Stadtteil von Schwandorf in der Oberpfalz in Bayern, wurde um 1730 gefertigt. Die barocke Kanzel ist als Teil der Kirchenausstattung ein geschütztes Baudenkmal.
Der Kanzelkorb ist mit den Figuren der vier lateinischen Kirchenväter geschmückt: Gregor der Große, Hieronymus, Augustinus von Hippo und Ambrosius von Mailand.
Am Schalldeckel sind die Symbole der vier Evangelisten angebracht, und zwei Putti halten die Gesetzestafeln. An der Unterseite ist die Heiliggeisttaube zu sehen.